# Abyssocladia claviformis
Abyssocladia claviformis is een sponssoort in de taxonomische indeling van de gewone sponzen (Demospongiae). Het lichaam van de spons bestaat uit kiezelnaalden en sponginevezels, en is in staat om veel water op te nemen.
De spons komt uit het geslacht Abyssocladia en behoort tot de familie Cladorhizidae. Abyssocladia claviformis werd in 1970 voor het eerst wetenschappelijk beschreven door Koltun.